# Arnulf Lode
Arnulf Lode (* 8. Juli 1941 in Böhmisch Leipa, Reichsgau Sudetenland) ist ein deutscher Politiker (CSU).
Lode besuchte die Mittelschule in Wasserburg am Inn und machte eine Lehre zum Industriekaufmann. Er ist ehrenamtlicher Richter am Sozialgericht München, e.V. München, Mitglied des Präsidiums des ADAC und Schatzmeister des ADAC-Südbayern. Er gehört außerdem dem Verkehrsausschusses der IHK München an.
1976 wurde Lode Mitglied der CSU. Er war ab 1978 Stadtrat in Waldkraiburg und Kreisrat in Mühldorf. Von 1994 bis 2003 war Lode Mitglied des Bayerischen Landtags, beide Male direkt gewählt im Stimmkreis Mühldorf am Inn.